# Sybra kaszabi
Sybra kaszabi là một loài bọ cánh cứng trong họ Cerambycidae.